# Fotbalistul moldovean al anului
Fotbalistul moldovean al anului este un titlu oferit anual celui mai bun fotbalist moldovean al anului. Inițial, începând cu anul 1992, revista „Fotbal Hebdo” era cea care desemna fotbalistul anului, însă după desființarea ziarului din motive financiare, la sfârșitul anului 1999, Federația Moldovenească de Fotbal a preluat și continuat tradiția, menționând jucătorii în cadrul evenimentului anual ”Gala Fotbalului Moldovenesc”.

## Fotbaliștii anului
| An   | Jucător            | Echipa                                 | Poziție  |
| ---- | ------------------ | -------------------------------------- | -------- |
| 1992 | Alexandru Spiridon | Zimbru Chișinău                        | Mijlocaș |
| 1993 | Alexandru Curtianu | Zimbru Chișinău                        | Mijlocaș |
| 1994 | Serghei Cleșcenco  | Zimbru Chișinău                        | Atacant  |
| 1995 | Ion Testemițanu    | Zimbru Chișinău                        | Fundaș   |
| 1996 | Serghei Rogaciov   | Olimpia Bălți                          | Atacant  |
| 1997 | Ion Testemițanu    | Zimbru Chișinău                        | Fundaș   |
| 1998 | Alexandru Curtianu | Zenit Sankt Petersburg                 | Mijlocaș |
| 1999 | Serghei Epureanu   | Zimbru Chișinău                        | Mijlocaș |
| 2000 | Serghei Cleșcenco  | Maccabi Haifa                          | Atacant  |
| 2001 | Serghei Rogaciov   | Saturn Ramenskoe                       | Atacant  |
| 2002 | Boris Cebotari     | Zimbru Chișinău                        | Mijlocaș |
| 2003 | Serghei Covalciuc  | Karpatî Lvov                           | Mijlocaș |
| 2004 | Serghei Covalciuc  | Karpatî Lvov                           | Mijlocaș |
| 2005 | Serghei Covalciuc  | Spartak Moscova                        | Mijlocaș |
| 2006 | Radu Rebeja        | FC Moscova                             | Mijlocaș |
| 2007 | Alexandru Epureanu | FC Moscova                             | Fundaș   |
| 2008 | Vitalie Bordian    | Metalist Harkov                        | Fundaș   |
| 2009 | Alexandru Epureanu | Dinamo Moscova                         | Fundaș   |
| 2010 | Alexandru Epureanu | Dinamo Moscova                         | Fundaș   |
| 2011 | Alexandru Suvorov  | KS Cracovia                            | Mijlocaș |
| 2012 | Alexandru Epureanu | Dinamo Moscova / Krîlia Sovetov Samara | Fundaș   |
| 2013 | Alexandru Gațcan   | FC Rostov                              | Mijlocaș |
| 2014 | Artur Ioniță       | Hellas Verona                          | Mijlocaș |
| 2015 | Alexandru Gațcan   | FC Rostov                              | Mijlocaș |
| 2016 | Alexandru Gațcan   | FC Rostov                              | Mijlocaș |
| 2017 | Alexandru Gațcan   | FC Rostov                              | Mijlocaș |
| 2018 | Alexandru Epureanu | İstanbul Bașakșehir                    | Fundaș   |

### Clasament complet

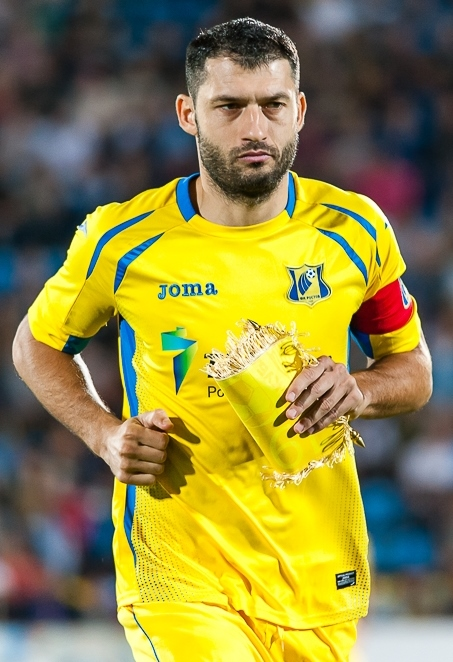
Alexandru Gațcan, câștigător a patru titluri

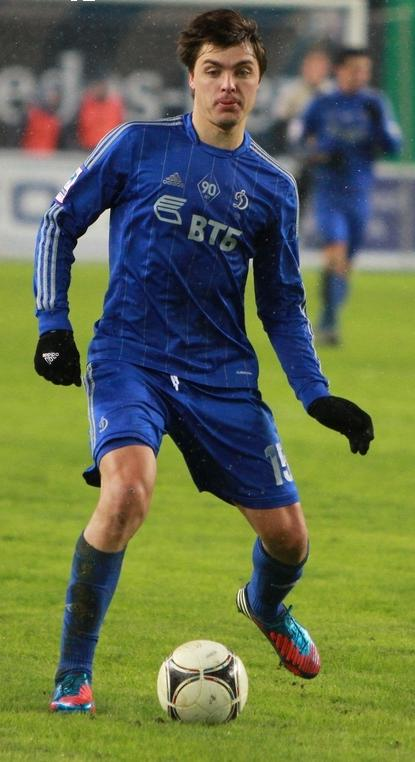
Alexandru Epureanu, câștigător a patru titluri

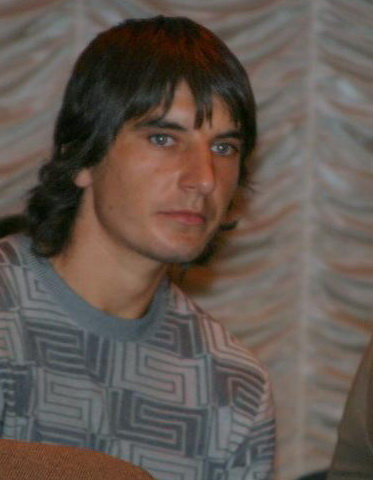
Serghei Covalciuc, deținător a trei titluri

| An   | Câștigător         | Locul doi          | Locul trei       |
| ---- | ------------------ | ------------------ | ---------------- |
| 1992 | Alexandru Spiridon |                    |                  |
| 1993 | Alexandru Curtianu |                    |                  |
| 1994 | Serghei Cleșcenco  |                    |                  |
| 1995 | Ion Testemițanu    |                    |                  |
| 1996 | Serghei Rogaciov   |                    |                  |
| 1997 | Ion Testemițanu    |                    |                  |
| 1998 | Alexandru Curtianu |                    |                  |
| 1999 | Serghei Epureanu   |                    |                  |
| 2000 | Serghei Cleșcenco  |                    |                  |
| 2001 | Serghei Rogaciov   | Serghei Cleșcenco  | Radu Rebeja      |
| 2002 | Boris Cebotari     |                    |                  |
| 2003 | Serghei Covalciuc  |                    |                  |
| 2004 | Serghei Covalciuc  | Radu Rebeja        | Serghei Dadu     |
| 2005 | Serghei Covalciuc  | Radu Rebeja        | Serghei Rogaciov |
| 2006 | Radu Rebeja        | Serghei Covalciuc  | Viorel Frunză    |
| 2007 | Alexandru Epureanu | Radu Rebeja        | Viorel Frunză    |
| 2008 | Vitalie Bordian    | Alexandru Epureanu | Stanislav Ivanov |
| 2009 | Alexandru Epureanu | Alexandru Gațcan   | Sergiu Dadu      |
| 2010 | Alexandru Epureanu | Alexandru Suvorov  | Vitalie Bordian  |
| 2011 | Alexandru Suvorov  | Alexandru Gațcan   | Igor Armaș       |
| 2012 | Alexandru Epureanu | Igor Armaș         | Alexandru Gațcan |
| 2013 | Alexandru Gațcan   | Alexandru Epureanu | Artur Ioniță     |
| 2014 | Artur Ioniță       | Alexandru Epureanu | Ilie Cebanu      |
| 2015 | Alexandru Gațcan   | Igor Armaș         | Artur Ioniță     |
| 2016 | Alexandru Gațcan   |                    |                  |
| 2017 | Alexandru Gațcan   |                    |                  |
| 2018 | Alexandru Epureanu | Alexandru Gațcan   | Artur Ioniță     |

## Fotbaliștii anului după titluri
| Loc | Nume               | Titluri | Ani                          |
| --- | ------------------ | ------- | ---------------------------- |
| 1   | Alexandru Epureanu | 5       | 2007, 2009, 2010, 2012, 2018 |
| 2   | Alexandru Gațcan   | 4       | 2013, 2015, 2016, 2017       |
| 3   | Serghei Covalciuc  | 3       | 2003, 2004, 2005             |
| 4   | Serghei Cleșcenco  | 2       | 1994, 2000                   |
| 4   | Alexandru Curtianu | 2       | 1993, 1998                   |
| 4   | Serghei Rogaciov   | 2       | 2001, 1996                   |
| 4   | Ion Testemițanu    | 2       | 1995, 1997                   |
| 8   | Vitalie Bordian    | 1       | 2008                         |
| 8   | Boris Cebotari     | 1       | 2002                         |
| 8   | Sergiu Epureanu    | 1       | 1999                         |
| 8   | Radu Rebeja        | 1       | 2006                         |
| 8   | Alexandru Spiridon | 1       | 1992                         |
| 8   | Alexandru Suvorov  | 1       | 2011                         |
| 8   | Artur Ioniță       | 1       | 2014                         |

### Echipe
Lista echipelor ce au furnizat fotbaliștii anului, clasate după numărul de titluri.
|
| Loc | Echipa               | Titluri | Ani                                |
| --- | -------------------- | ------- | ---------------------------------- |
| 1   | Zimbru Chișinău      | 6       | 1993, 1994, 1995, 1997, 1999, 2002 |
| 2   | FC Rostov            | 4       | 2013, 2015, 2016, 2017             |
| 3   | Dinamo Moscova       | 3       | 2009, 2010, 2012                   |
| 4   | FC Moscova           | 2       | 2006, 2007                         |
| 4   | Karpatî Lvov         | 2       | 2003, 2004                         |
| 6   | Olimpia Bălți        | 1       | 1996                               |
| 6   | Metalist Kharkiv     | 1       | 2008                               |
| 6   | KS Cracovia          | 1       | 2008                               |
| 6   | Maccabi Haifa        | 1       | 2000                               |
| 6   | Spartak Moscova      | 1       | 2005                               |
| 6   | Saturn Ramenskoe     | 1       | 2001                               |
| 6   | Zenit St. Petersburg | 1       | 1998                               |
| 6   | Hellas Verona        | 1       | 2014                               |
| 6   | İstanbul Bașakșehir  | 1       | 2018                               |

### Poziție
Poziția fotbaliștilor anului după titluri
| loc | Poziție  | Titluri |
| --- | -------- | ------- |
| 1.  | Mijlocaș | 15      |
| 2.  | Fundaș   | 8       |
| 3.  | Atacant  | 4       |
| 4.  | Portar   | 0       |

## Antrenorul anului
În categoria respectivă este desemnat cel mai bun antrenor de fotbal al anului din Republica Moldova.
| An   | Câștigător                                     | Locul doi                                      | Locul trei                                     |
| ---- | ---------------------------------------------- | ---------------------------------------------- | ---------------------------------------------- |
| 2001 | Alexandru Spiridon (Moldova, Moldova U21)      |                                                |                                                |
| 2004 | Alexandru Mațiura (Nistru Otaci)               |                                                |                                                |
| 2005 | Boris Tropaneț (Moldova U21)                   |                                                |                                                |
| 2006 | Emil Caras (Dacia Chișinău)                    |                                                |                                                |
| 2007 | Igor Dobrovolski (Moldova)                     | Emil Caras (Dacia Chișinău)                    | Leonid Kuciuk (Sheriff Tiraspol)               |
| 2008 | Vlad Goian (Iskra-Stali Rîbnița, Moldova U-19) | Ion Caras (Zimbru Chișinău)                    | Leonid Kuciuk (Sheriff Tiraspol)               |
| 2009 | Leonid Kuciuk (Sheriff Tiraspol)               | Vlad Goian (Iskra-Stali Rîbnița, Moldova U-19) | Igor Dobrovolski (Moldova)                     |
| 2010 | Vlad Goian (Iskra-Stali Rîbnița)               | Andrei Sosnițchi (Sheriff Tiraspol)            | Nicolae Bunea (Olimpia Bălți)                  |
| 2011 | Igor Dobrovolski (Dacia Chișinău)              | Vitali Rașkevici (Sheriff Tiraspol)            | Gabi Balint (Moldova) Vlad Goian (FC Tiraspol) |
| 2012 | Vlad Goian (FC Tiraspol)                       | Igor Dobrovolski (Dacia Chișinău)              | Alexandru Curtianu (Moldova)                   |
| 2013 | Ion Caras (Moldova)                            | Lilian Popescu (FC Costuleni)                  | Alexandru Curtianu (Moldova U-19)              |
| 2014 | Lilian Popescu (Veris Chișinău)                | Alexandru Curtianu (Moldova)                   | Oleg Kubarev (Zimbru Chișinău)                 |
| 2015 | Iurie Osipenco (Milsami Orhei)                 | Ștefan Stoica (Moldova & Zimbru Chișinău)      | Lilian Popescu (Sheriff Tiraspol)              |

## Alte premii
2001
- Cel mai bun portar
  - Denis Romanenco (Zimbru Chișinău)
- Cel mai bun fundaș
  - Valeriu Catînsus (Zimbru Chișinău)
- Cel mai bun mijlocaș
  - Serghei Epureanu (Zimbru Chișinău)
- Cel mai bun atacant
  - Ruslan Barburoș (Sheriff)
- Fair play
  - Tiligul Tiraspol

2004
- Cel mai bun portar
  - Sebastian Huțan (Sheriff)
- Cel mai bun fundaș
  - Serghei Lașcencov (Nistru)
- Cel mai bun mijlocaș
  - Iulian Bursuc (Nistru)
- Cel mai bun atacant
  -  Răzvan Cociș (Sheriff)
- Fotbalista anului
  - Olga Tanscaia
- Cel mai bun jucător de futsal
  - Serghei Tacot
- Fair Play
  - Sheriff Tiraspol
- Cel mai bun arbitru
  - Valerii Sorochin

2005
- Cel mai bun portar
  - Serghei Pașcenco (Sheriff)
- Cel mai bun fundaș
  - Alexandru Epureanu (Sheriff)
- Cel mai bun mijlocaș
- Maxim Franțuz (Zimbru Chișinău)
- Cel mai bun atacant
- Răzvan Cociș (Sheriff)

2007
- Best Goalkeeper
  - Nicolae Calancea (Zimbru Chișinău)
- Cel mai bun fundaș
  - Vaja Tarknișvili (Sheriff Tiraspol)
- Cel mai bun mijlocaș
  - Nicolae Josan (Iskra-Stali Rîbnița)
- Cel mai bun atacant
  - Igor Picușciac (FC Tiraspol)
- Echipa anului
  - FC Dacia Chișinău
- Fair Play
  - Sheriff
- Cel mai bun arbitru
  - Veaceslav Banari